# Giovanni Genocchi
Giovanni Genocchi (Ravenna, 30 luglio 1860 – Roma, 6 gennaio 1926) è stato un presbitero e missionario italiano.

## Biografia
Nacque a Ravenna il 30 luglio 1860 da Federico Genocchi e Celeste Gori. Compiuti gli studi presso il seminario diocesano della città natia, nel 1877 si trasferì a Roma per proseguire gli studi presso il Seminario Pio, dove ebbe come colleghi di studio tra gli altri Francesco Lanzoni, Umberto Fracassini e Giacomo della Chiesa (futuro papa Benedetto XV). Nel luglio 1880 conseguì il dottorato in filosofia, venendo poi ordinato sacerdote il 23 marzo 1883 e conseguendo nell'estate successiva il dottorato in teologia.
Compì il suo primo viaggio in Oriente nel 1885, visitando l'Egitto, la Palestina e la Siria, di cui fece un dettagliato resoconto in forma di lettere indirizzate a Fracassini, che fu probabilmente la sua amicizia più significativa e duratura. Al suo ritorno divenne professore di sacra scrittura, greco biblico e lingua ebraica presso il seminario diocesano ma già poco tempo dopo, nel settembre 1886, entrò nel noviziato dei missionari del Sacro Cuore di Gesù, pronunciando i voti solenni dopo appena due mesi per un indulto speciale di Leone XIII. Già verso la fine dell'anno si recò a Beirut presso la delegazione pontificia in Siria, come segretario del conterraneo Ludovico Piavi, vicario apostolico di Aleppo e poi Patriarca latino di Gerusalemme. Qui studiò approfonditamente l'arabo ed ebbe l'occasione di visitare Aleppo, Alessandretta, Damasco e Gerusalemme.
Nel 1888 divenne vicario generale della delegazione pontificia di Costantinopoli e visitò quindi Macedonia, Grecia, Romania, Serbia, Bulgaria e Montenegro, conoscendo diverse realtà missionarie. Successivamente nel 1893 si trasferì a Sydney e poi in Nuova Guinea, dove rimase fino al rientro in Europa nel 1896 causato da problemi di salute dovuti probabilmente sia alle condizioni del clima locale che ad alcune incomprensioni con dei confratelli; dopo questo ritorno decise di abbandonare l'attività missionaria e tornò ad insegnare sacra scrittura e teologia presso un istituto del suo ordine a Chezal-Benoît. In questo periodo approfondì lo studio della critica biblica e nel marzo 1897 incontrò il biblista francese Alfred Loisy, tra i principali promotori del modernismo francese, con cui in seguito mantenne un rapporto epistolare e che rincontrò nell'aprile 1900 e nel giugno 1901.
Nominato superiore della casa di Roma dal capitolo generale della Congregazione del Sacro Cuore nel luglio 1897, si trasferì stabilmente nella capitale italiana e la sua residenza (sita in via della Sapienza, poi divenuta corso del Rinascimento) divenne negli anni un punto di riferimento e luogo d'incontro per numerosi studiosi e personalità illustri. Nel periodo più critico della crisi modernista la casa del Sacro Cuore guidata da Genocchi rappresentò la possibilità di mantenere un confronto critico ed una possibilità di incontro, tanto che un anonimo consultore del Sant'Uffizio scrisse che Genocchi aveva "formato una scuola d'ipercritici tra i giovani suoi discepoli e che alimenta a Roma l'ipercriticismo tedesco". Contestualmente, sempre nel 1897, gli fu assegnata la cattedra di esegesi biblica presso la Pontificia Università di Sant'Apollinare. L'insegnamento riscosse certamente un grande successo soprattutto fra gli studenti, tanto che sulla Rivista di studi religiosi Genocchi fu descritto come "probabilmente il più dotto nelle Sacre Scritture in Roma", ma destò anche una discreta preoccupazione negli ambienti clericali e infatti la sua cattedra fu soppressa nel corso dell'anno successivo, grazie anche alla tenace opposizione del cardinale Camillo Mazzella.
Nel 1911 riprese la sua attività come visitatore apostolico, venendo inviato su ordine di papa Pio X in America meridionale per studiare le condizioni di vita delle popolazioni indigene e per valutare lo stato delle missioni cattoliche in quelle zone, con particolare riferimento alla missione pontificia nel bacino del fiume Putumayo. In quest'occasione visitò Argentina, Barbados, Cile, Panama e Perù. Il 23 dicembre, dopo aver risalito il Rio delle Amazzoni, giunse a Iquitos dove trovò una situazione religiosa considerata "gravemente degradata" a causa dell'inadeguatezza del clero. Proposte la creazione di una Chiesa indigena con l'aiuto dei missionari inglesi al fine di contrastare lo schiavismo perpetrato dai commercianti di caucciù. Rientrò a Roma il 4 aprile 1912 e il 26 aprile successivo fu ricevuto in udienza dal papa; il suo lavoro traspare nella successiva ristrutturazione delle missioni cattoliche in America Latina e nella redazione dell'enciclica Lacrimabili statu Indorum.
Dopo la Prima guerra mondiale nel 1920 fu inviato da Benedetto XV in Ucraina per portare aiuti in contrasto all'epidemia di tifo che era esplosa nel paese; tale missione tuttavia aveva anche l'obiettivo di meglio comprendere i conflitti tra Polacchi e Ucraini oltre che l'esistenza di alcuni movimenti di unificazione degli ortodossi locali con la chiesa cattolica. Il collasso dell'Impero austro-ungarico aveva infatti aperto la strada ad una possibile indipendenza dell'Ucraina, concretizzatasi attraverso la creazione dell'effimera Repubblica Popolare Ucraina, impedita tuttavia dalle successive invasioni dei polacchi; questi ultimi videro nella sua presenza un possibile riconoscimento dell'indipendenza del paese e quindi lo costrinsero a soggiornare a Varsavia e a Vienna. Nel gennaio 1923 il successore di Benedetto XV, papa Pio XI, che aveva conosciuto alla nunziatura apostolica di Varsavia, gli chiese di recarsi nuovamente in Galizia per visitare le diocesi di Leopoli, Stanislav e Przemyśl.
Rientrò a Roma nel 1923, intervenendo nello scontro tra il mondo cattolico romano ed Ernesto Buonaiuti proponendo nuovamente il suo "caritatevole messaggio", ossia quel confronto cordiale che aveva da sempre indicato quale possibile metodo di dirimere le controversie e stabilire i rapporti con gli studiosi credenti.
Morì il 6 gennaio 1926 a Roma.

## Opere
- Il mio viaggio in Oriente nell'autunno dell'anno 1885. Lettere famigliari, Ravenna, Tipografia Sant'Apollinare, 1886.
- La dottrina dei dodici apostoli, Roma, 1904.
- La Pia Società di S. Girolamo e la diffusione dei Santi Vangeli in Italia, in L'Osservatore Romano, 11 maggio 1905.
- Piccola Vita di Gesù per i fanciulli, Roma, Desclée & C. Editori Pontifici, 1917.